# Malcolm Anderson
Malcolm "Mal" J. Anderson (Theodore, Australia, 3 de marzo de 1935) es un exjugador de tenis australiano que se destacó entre mediados de los años 1950 y comienzos de los años 1970. Fue campeón individual del US Open y miembro de dos equipos australianos campeones de Copa Davis.

## Biografía
Nacido en Theodore, cerca de Rockhampton, Queensland, empezó a jugar al tenis a los 8 años aunque se lo empezó a tomar en serio recién a los 16.
Sus mejores años en el deporte fueron en 1957 y 1958, donde fue considerado el N.º 2 del mundo dentro de los amateurs.
En 1957 conquistó su único Grand Slam en individuales al vencer a su compatriota Ashley Cooper en la final del US National Singles Championship por 10-8 7-5 y 6-4, convirtiéndose en el primer jugador no preclasificado en ganar el torneo. Ese mismo año, junto con Cooper, levantó el título de dobles en el Campeonato Francés y alcanzaron la final del Campeonato Australiano.
En 1958 fue finalista del Campeonato Australiano perdiendo en la final ante Cooper en tres sets, al igual que en el US National Singles Championship, aunque allí la batalla fue más luchada perdiendo por 2-6 6-3 6-4 8-10 y 6-8.
En 1959 se convirtió en profesional, desligándose de su participación en torneos del Grand Slam. Su título más importante en su época como profesional fue el torneo de Wembley en 1959, derrotando al ecuatoriano Pancho Segura.
Con el surgimiento de la Era Abierta en el tenis, Anderson ya estaba fuera de su mejor forma, pero igualmente siguió compitiendo. La sorpresa la dio en 1972 cuando alcanzó al final del Abierto de Australia con 36 años, tras superar a Neale Fraser, John Newcombe en cuartos de final (9-7 en el quinto set) y el ruso Alex Metreveli en semifinales. En la final perdió ante su compatriota Ken Rosewall en tres sets. En 1973 formó pareja con Newcombe para jugar el Abierto de Australia y con 37 años conquistó su segundo Grand Slam en modalidad de dobles. Anderson siguió jugando al tenis en menor medida durante el resto de los años 1970 y en 1981 participó en un último torneo profesional en Brisbane venciendo en su encuentro de primera ronda con 46 años.
Fue incorporado al Salón Internacional de la Fama del tenis en el año 2000. En 2001 entró al Salón de la Fama del Tenis Australiano.

## Copa Davis
Anderson hizo su debut triunfal en Copa Davis en 1957, en la serie final ante Estados Unidos. Mal triunfó en su primer partido de individuales ante Barry McKay en 5 sets y luego le dio a Australia el punto definitivo en dobles junto a Mervyn Rose que pusieron el irremontable 3-0 a su favor (el otro punto fue ganado por Ashley Cooper).
En 1958, Estados Unidos frustró a Australia de conseguir su cuarto título consecutivo gracias a la destacada labor del peruano nacionalizado estadounidense Alex Olmedo. En la final en Brisbane, Anderson perdió su primer partido ante Olmedo en 4 sets y luego en el dobles junto a Neale Fraser en 5 sets ante la pareja norteamericana Alex Olmedo-Ham Richardson. La victoria de Olmedo ante Cooper en el cuarto partido le dio la ensaladera al equipo americano.
Debido a su condición de profesional, Anderson no pudo participar en la copa hasta 1972, cuando participó en las 4 series que jugó su país rumbo a la final. En 1973 ayudó a su equipo a levantar una nueva copa al jugar como singlista en las semifinales y final de la conferencia este ante Japón e India. Su récord en la copa es de 11-3 en singles y 2-3 en dobles.

## Torneos de Grand Slam (4; 1+2+1)

### Individuales (1)

#### Títulos
| Año  | Torneo                            | Oponente en la final | Resultado    |
| ---- | --------------------------------- | -------------------- | ------------ |
| 1957 | US National Singles Championships | Ashley Cooper        | 10-8 7-5 6-4 |

#### Finalista (3)
| Año  | Torneo                           | Oponente en la final | Resultado            |
| ---- | -------------------------------- | -------------------- | -------------------- |
| 1958 | Campeonato Australiano           | Ashley Cooper        | 5-7 3-6 4-6          |
| 1958 | US National Singles Championship | Ashley Cooper        | 2-6 6-3 6-4 8-10 6-8 |
| 1972 | Abierto de Australia             | Ken Rosewall         | 6-7 3-6 5-7          |

### Dobles (2)

#### Títulos
| Año  | Torneo               | Pareja        | Oponentes en la final    | Resultado   |
| ---- | -------------------- | ------------- | ------------------------ | ----------- |
| 1957 | Campeonato Francés   | Ashley Cooper | Don Candy Mervyn Rose    | 6-3 6-0 6-3 |
| 1973 | Abierto de Australia | John Newcombe | John Alexander Phil Dent | 6-3 6-4 7-6 |

#### Finalista (1)
| Año  | Torneo                 | Pareja        | Oponentes en la final | Resultado   |
| ---- | ---------------------- | ------------- | --------------------- | ----------- |
| 1957 | Campeonato Australiano | Ashley Cooper | Neale Fraser Lew Hoad | 3-6 6-8 4-6 |

### Dobles Mixto (1)

#### Títulos
| Año  | Torneo                 | Pareja     | Oponentes en la final   | Resultado   |
| ---- | ---------------------- | ---------- | ----------------------- | ----------- |
| 1957 | Campeonato Australiano | Fay Muller | J. Langley Billy Knight | 7-5 3-6 6-1 |

## Torneos ATP

### Individuales

#### Finalista en la Era Open (3)
- 1972: Abierto de Australia (pierde ante Ken Rosewall)
- 1972: Merion (pierde ante Roger Taylor)
- 1973: Nueva Delhi (pierde ante Vijay Amritraj)